# Patrick Lalime
Patrick Lalime (* 7. Juli 1974 in Saint-Bonaventure, Québec) ist ein ehemaliger kanadischer Eishockeytorwart. Während seiner aktiven Karriere spielte er zwischen 1996 und 2011 unter anderem 485 Spiele für die Pittsburgh Penguins, Ottawa Senators, St. Louis Blues, Chicago Blackhawks, Buffalo Sabres in der National Hockey League.

## Karriere
Patrick Lalime wurde von den Verantwortlichen der Pittsburgh Penguins während des NHL Entry Draft 1993 in der sechsten Runde an insgesamt 156. Position ausgewählt. Ab 1994 spielte er beim damaligen Farmteam der Penguins, den Cleveland Lumberjacks in der unterklassigen International Hockey League, nachdem er im Juniorenbereich für die Cataractes de Shawinigan in der Ligue de hockey junior majeur du Québec gespielt hatte. In der Saison 1996/97 kam er zum ersten Mal in der National Hockey League zum Einsatz und bestritt 39 Spiele als Back-up-Goalie hinter Ken Wregget. In der folgenden Saison kam er wieder nur in der IHL zum Einsatz, diesmal für die Grand Rapids Griffins.
Im März 1998 wurde er innerhalb der NHL zu den Mighty Ducks of Anaheim transferiert, kam aber nur beim Farmteam der Ducks, den Kansas City Blades in der IHL, zum Einsatz. Im Sommer 1999 wurde Lalime zu den Ottawa Senators transferiert und kam nun endlich wieder in der NHL zum Einsatz. In seiner ersten Saison noch als Nummer 2, konnte er sich ab der zweiten Spielzeit als Stammtorhüter durchsetzen. Diesen Status hatte er nun vier Jahre.
Im Sommer 2004 transferierte man ihn zu den St. Louis Blues und er unterschrieb dort einen Ein-Jahres-Vertrag. Auf Grund des Lockouts fiel die Saison in der NHL aber aus. Vor der Saison 2005/06 verlängerte St. Louis mit Lalime um ein Jahr, konnte sich aber nicht als Nummer 1 durchsetzen.
Nach der Saison verlängerten die Blues den Vertrag nicht und Patrick Lalime unterschrieb einen Vertrag für ein Jahr bei den Chicago Blackhawks. Im September 2006 musste er sich einer Operation am Rücken unterziehen und gab erst am 7. Februar 2007 sein Comeback, als er im Spiel gegen die Vancouver Canucks sofort einen Shutout schaffte. Die Blackhawks verpassten aber trotzdem deutlich die Playoffs. Im April 2007 verlängerten die Blackhawks seinen Vertrag um ein Jahr bis Sommer 2008. Am 1. Juli 2008 unterschrieb er einen Vertrag bei den Buffalo Sabres. In der Saison 2008/09 kam er zu 24 Einsätzen für die Sabres und schaffte eine Fangquote von 90 Prozent. Eine Saison später stand er in 16 Spielen für Buffalo im Einsatz und hielt 90,7 Prozent der Schüsse. In der Saison 2009/10 hatte er auch zwei Einsätze für die Portland Pirates in der AHL und erreichte eine Fangquote von 91,4 Prozent.
Lalime gab nach der Saison 2010/11 im Juli 2011 sein Karriereende bekannt. In seiner letzten Saison absolvierte er sieben Einsätze, hatte aber im Laufe der Saison gegenüber dem zweiten Ersatztorhüter Jhonas Enroth immer häufiger das Nachsehen.

## Erfolge und Auszeichnungen
| - 1996 NHL-Rookie des Monats Dezember - 1997 NHL-Rookie des Monats Januar - 1997 NHL All-Rookie Team | - 1999 IHL First All-Star Team - 2003 Teilnahme am NHL All-Star Game |

## Karrierestatistik
(Legende zur Torhüterstatistik: GP oder Sp = Spiele insgesamt; W oder S = Siege; L oder N = Niederlagen; T oder U oder OT = Unentschieden oder Overtime- bzw. Shootout-Niederlage; Min. = Minuten; SOG oder SaT = Schüsse aufs Tor; GA oder GT = Gegentore; SO = Shutouts; GAA oder GTS = Gegentorschnitt; Sv% oder SVS% = Fangquote; EN = Empty Net Goal; 1 Play-downs/Relegation; Kursiv: Statistik nicht vollständig)